# Effectifs du championnat d’Afrique de basket-ball 2021
Cet article liste les effectifs des équipes participant au Championnat d'Afrique de basket-ball 2021.

### 

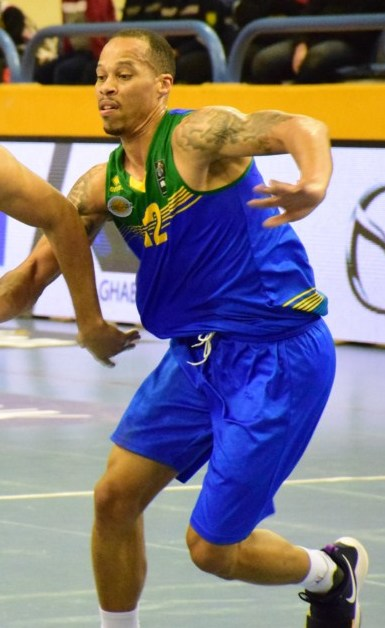
Kenny Gasana

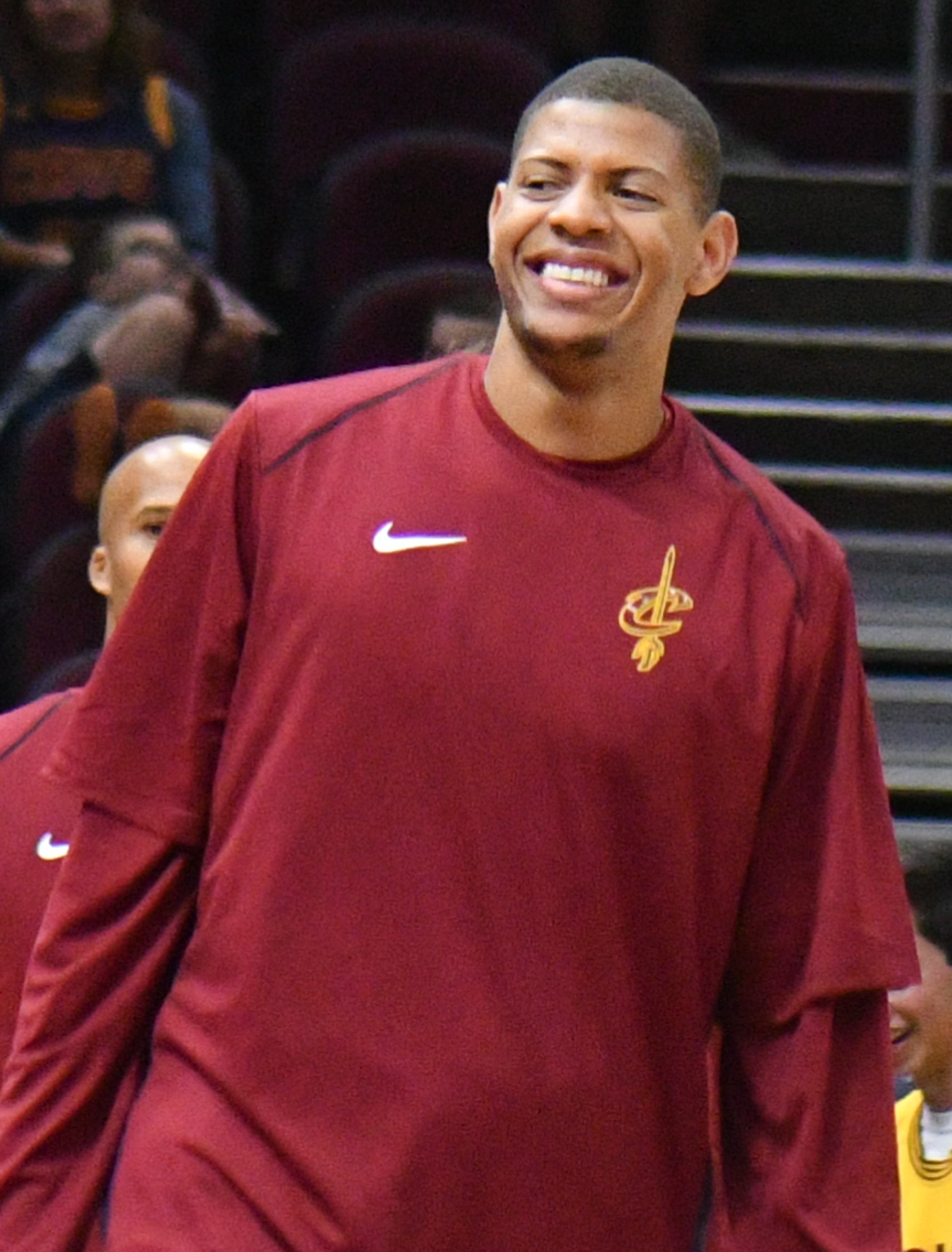
Edy Tavares

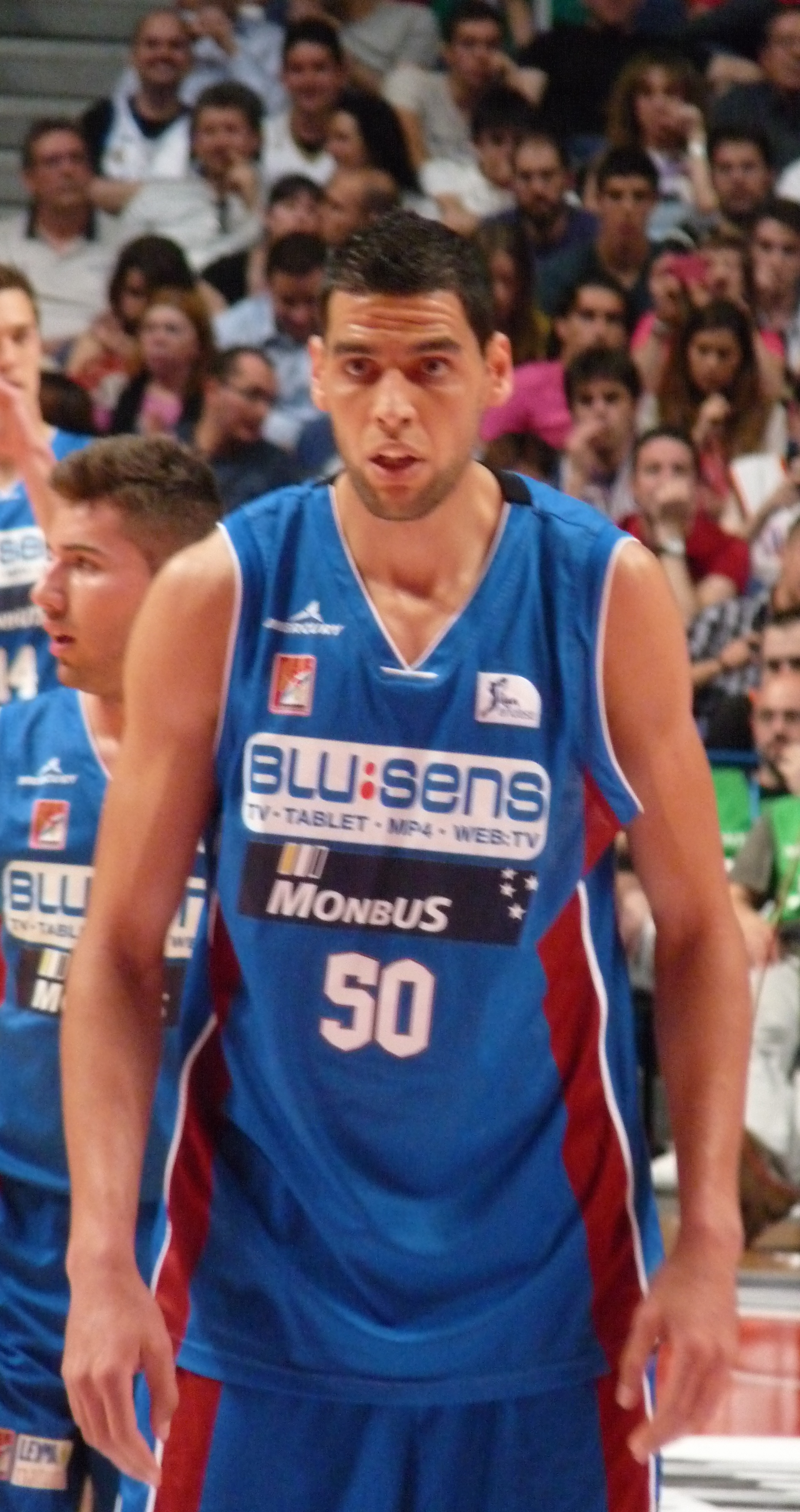
Salah Mejri

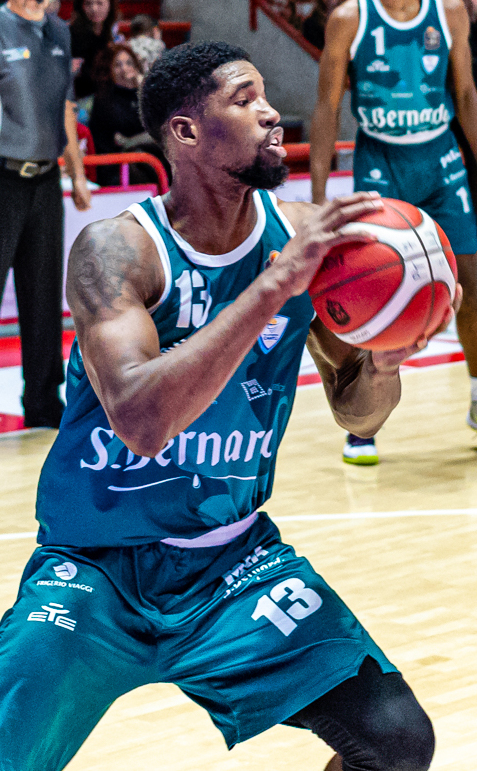
Kevarrius Hayes

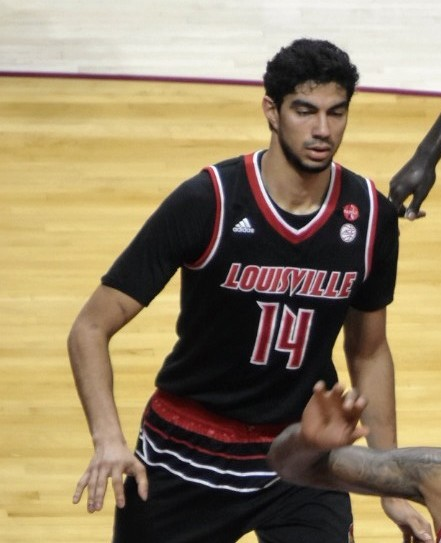
Anas Mahmoud

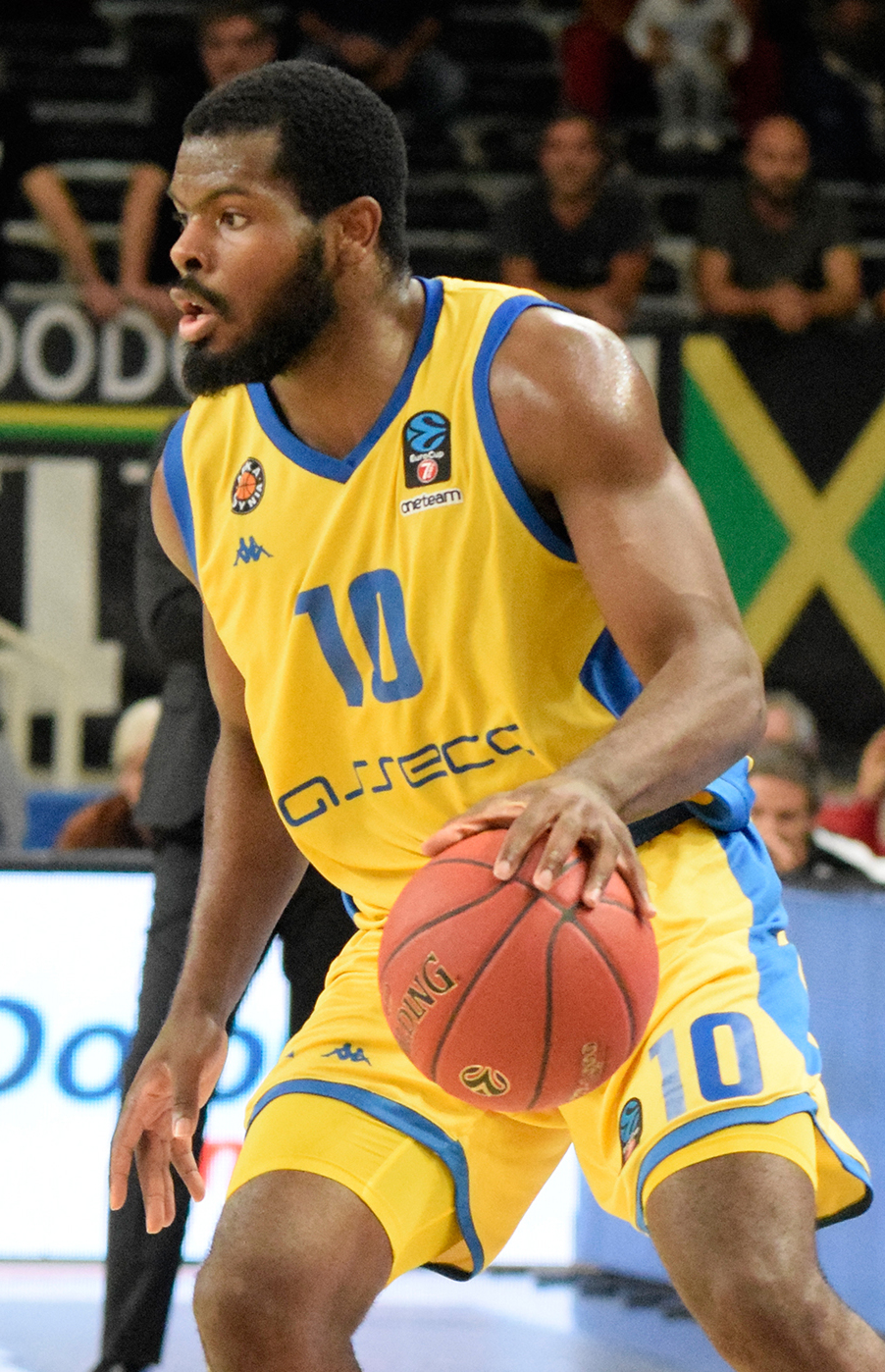
Ben Emelogu

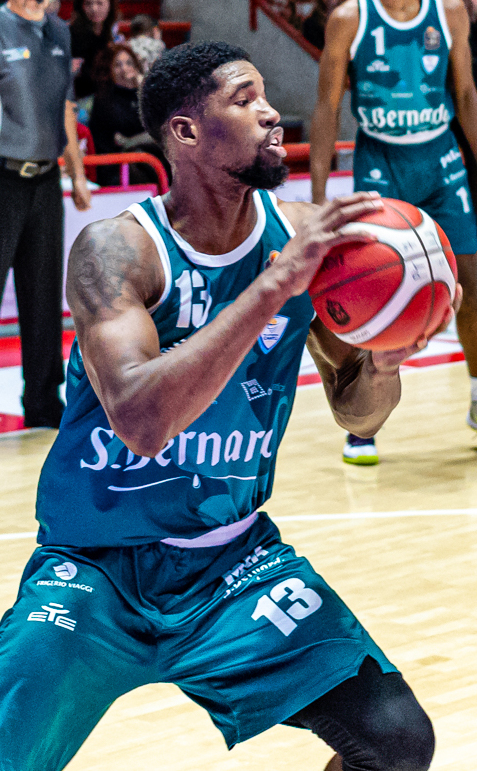
Kevarrius Hayes

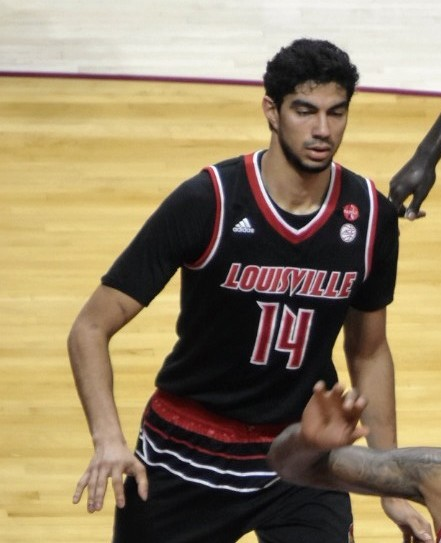
Anas Mahmoud

## Groupe A

### Rwanda
| Numéro | Joueur              | Poste       | Naissance        | Taille | Club 2020-2021               |
| ------ | ------------------- | ----------- | ---------------- | ------ | ---------------------------- |
| 4      | Jean Nshobozwabyose | Meneur      | 26 juin 1998     | 1,83 m | Patriots Basketball Club     |
| 5      | Ntore Habimana      | Ailier      | 15 août 1997     | 1,96 m | Wilfrid Laurier Golden Hawks |
| 6      | Steven Hagumintwari | Arrière     | 1er octobre 1993 | 1,93 m | Patriots Basketball Club     |
| 7      | Armel Sangwe        | Arrière     | 15 avril 1997    | 1,90 m | Espoir BBC                   |
| 8      | Emile Kazeneza      | Arrière     | 30 août 2000     | 2,01 m | Université William Carey     |
| 9      | Dieudonné Ndizeye   | Arrière     | 14 octobre 1996  | 1,98 m | Patriots Basketball Club     |
| 10     | Olivier Shyaka      | Ailier fort | 14 août 1995     | 2,00 m | Rwanda Energy Group BBC      |
| 11     | Alex Mpoyo          | Ailier fort | 5 janvier 1997   | 2,01 m | KB Trepça                    |
| 12     | Kenny Gasana        | Arrière     | 9 novembre 1984  | 1,90 m | Patriots Basketball Club     |
| 13     | Elie Kaje           | Ailier      | 17 mars 1995     | 1,96 m | Patriots Basketball Club     |
| 16     | Prince Ibeh         | Pivot       | 3 juin 1994      | 2,06 m | Patriots Basketball Club     |
| 17     | William Robeyns     | Ailier      | 23 février 1996  | 1,91 m | Phoenix Brussels             |

Sélectionneur :  Cheikh Sarr
Assistants :  Yves Murenzi,  Henry Mwinuka

### RD Congo
| Numéro | Joueur                | Poste       | Naissance         | Taille | Club 2020-2021            |
| ------ | --------------------- | ----------- | ----------------- | ------ | ------------------------- |
| 5      | Henry Pwono           | Pivot       | 21 juillet 1991   | 2,01 m | BBC Etzella               |
| 6      | Chadrack Lufile       | Ailier fort | 11 septembre 1990 | 2,06 m | Agent libre               |
| 7      | Maxi Munanga          | Meneur      | 25 décembre 1993  | 1,91 m | Agent libre               |
| 10     | Haboubacar Sakho      | Arrière     | 24 janvier 1994   | 1,96 m | JS Menzah                 |
| 13     | Arsène Mutomb         | Pivot       | 9 août 1987       | 2,09 m | AS Hammamet               |
| 15     | Rolly Fula            | Ailier      | 2 février 1993    | 1,98 m | BC Mazembe                |
| 18     | Jordan Sakho          | Pivot       | 4 avril 1997      | 2,07 m | CB San Pablo Burgos       |
| 22     | Rodrigue Munsi-Kaniki | Ailier fort | 11 novembre 1997  | 1,99 m | AMSB                      |
| 23     | Patrick Mwamba        | Ailier      | 11 octobre 1999   | 2,01 m | UT Arlington Mavericks    |
| 32     | Éric Kibi             | Ailier      | 4 août 1990       | 1,98 m | Royals de La Haye         |
| 34     | Garmine Kande-Kieli   | Pivot       | 24 août 1999      | 2,05 m | AMSB                      |
| 35     | Joel Ntambwe          | Ailier      | 17 octobre 1998   | 2,03 m | Red Raiders de Texas Tech |

Sélectionneur :  Mathias Eckhoff
Assistant :  Charly Kashala

### Angola
| Numéro | Joueur              | Poste       | Naissance       | Taille | Club 2020-2021               |
| ------ | ------------------- | ----------- | --------------- | ------ | ---------------------------- |
| 3      | Gerson Gonçalves    | Arrière     | 29 mars 1996    | 1,94 m | Atlético Petróleos de Luanda |
| 5      | Childe Dundão       | Meneur      | 17 mai 1998     | 1,67 m | Atlético Petróleos de Luanda |
| 6      | Carlos Morais       | Arrière     | 16 octobre 1985 | 1,91 m | Atlético Petróleos de Luanda |
| 7      | Jone Pedro          | Pivot       | 28 mai 1990     | 2,08 m | Atlético Petróleos de Luanda |
| 8      | Jilson Bango        | Pivot       | 6 janvier 1999  | 2,08 m | CD Primeiro de Agosto        |
| 9      | Leonel Paulo        | Ailier      | 30 avril 1986   | 1,98 m | Atlético Petróleos de Luanda |
| 11     | Teotonio Dò         | Pivot       | 20 mars 1994    | 2,05 m | CD Primeiro de Agosto        |
| 13     | Aboubakar Gakou     | Ailier fort | 27 mai 1997     | 2,01 m | Atlético Petróleos de Luanda |
| 14     | Edson Ndoniema      | Meneur      | 11 février 1991 | 1,93 m | CD Primeiro de Agosto        |
| 15     | Eduardo Mingas      | Ailier fort | 29 janvier 1979 | 1,98 m | CD Primeiro de Agosto        |
| 16     | Hermenegildo Santos | Meneur      | 16 août 1990    | 1,90 m | CD Primeiro de Agosto        |
| 19     | Glofate Buiamba     | Arrière     | 15 janvier 1999 | 1,96 m | GD Interclube de Angola      |

Sélectionneur :  Josep Clarós
Assistants :  Miguel Lutonda,  Aníbal Moreira

### Cap-Vert
| Numéro | Joueur           | Poste       | Naissance         | Taille | Club 2020-2021                |
| ------ | ---------------- | ----------- | ----------------- | ------ | ----------------------------- |
| 0      | Patrick Lima     | Ailier      | 2 mai 1995        | 1,91 m | Prédio Basketball             |
| 4      | Jeff Xavier      | Meneur      | 7 septembre 1985  | 1,85 m | Cáceres Ciudad del Baloncesto |
| 6      | Ivan Almeida     | Arrière     | 10 mai 1989       | 1,98 m | KK Włocławek                  |
| 7      | Fidel Mendonça   | Meneur      | 7 juillet 1984    | 1,88 m | Prédio Basketball             |
| 8      | Anderson Correia | Arrière     | 31 octobre 1997   | 1,95 m | Coração do Ribatejo           |
| 9      | Joel Almeida     | Ailier      | 11 octobre 1985   | 1,95 m | BC Kutaisi 2010               |
| 10     | Kenneti Mendes   | Ailier fort | 17 août 1990      | 2,03 m | Galitos Futebol Clube         |
| 11     | Patrick Abreu    | Ailier      | 20 mars 1991      | 1,91 m | Prédio Basketball             |
| 13     | Sekouba Condé    | Pivot       | 31 décembre 1989  | 2,01 m | GD Juventude de Viana         |
| 14     | Ailton Lopes     | Pivot       | 18 septembre 1995 | 2,05 m | CB Clavijo                    |
| 15     | Kevin Coronel    | Ailier fort | 3 septembre 1991  | 1,98 m | CB Tarragona                  |
| 22     | Edy Tavares      | Pivot       | 22 mars 1992      | 2,21 m | Real Madrid                   |

Sélectionneur :  Emanuel Trovoada
Assistants :  Edmilson Abreu,  Danielson Miranda

## Groupe B

### Tunisie
| Numéro | Joueur              | Poste       | Naissance        | Taille | Club 2020-2021         |
| ------ | ------------------- | ----------- | ---------------- | ------ | ---------------------- |
| 1      | Oussama Marnaoui    | Arrière     | 16 juin 1999     | 1,93 m | US Monastir            |
| 3      | Achref Gannouni     | Arrière     | 16 avril 1997    | 1,92 m | ES Radès               |
| 4      | Omar Abada          | Meneur      | 20 avril 1993    | 1,89 m | US Monastir            |
| 5      | Ziyed Chennoufi     | Ailier      | 29 novembre 1988 | 2,01 m | Ezzahra Sports         |
| 7      | Mourad El Mabrouk   | Arrière     | 19 octobre 1986  | 1,85 m | Ezzahra Sports         |
| 11     | Mokhtar Ghyaza      | Pivot       | 15 novembre 1986 | 2,04 m | US Monastir            |
| 12     | Makrem Ben Romdhane | Ailier fort | 27 mars 1989     | 2,04 m | SL Benfica             |
| 14     | Amrou Bouallegue    | Meneur      | 24 décembre 1995 | 1,94 m | ES Radès               |
| 20     | Michael Roll        | Arrière     | 12 avril 1987    | 1,98 m | Olimpia Milan          |
| 32     | Ahmed Addami        | Ailier fort | 14 juillet 1997  | 2,03 m | Club africain          |
| 45     | Radhouane Slimane   | Ailier      | 16 août 1980     | 2,05 m | US Monastir            |
| 50     | Salah Mejri         | Pivot       | 15 juin 1986     | 2,18 m | Beijing Royal Fighters |

Sélectionneur :  Dirk Bauermann
Assistants :  Amine Rzig,  Oualid Zrida

### Centrafrique
| Numéro | Joueur                  | Poste       | Naissance        | Taille | Club 2020-2021                    |
| ------ | ----------------------- | ----------- | ---------------- | ------ | --------------------------------- |
| 5      | Kevarrius Hayes         | Pivot       | 5 mars 1997      | 2,06 m | Bursaspor Basketbol               |
| 6      | Michael Mokongo         | Meneur      | 11 juillet 1986  | 1,80 m | ESC Trappes SQY                   |
| 7      | Kurt-Curry Weigscheider | Meneur      | 30 mai 2001      | 1,90 m | Lobos du Nouveau-Mexique          |
| 8      | Johan Grebongo          | Pivot       | 18 janvier 1994  | 2,06 m | Mulhouse Basket Agglomération     |
| 10     | Romain Sato             | Ailier      | 2 mars 1981      | 1,95 m | Agent libre                       |
| 11     | Yannick Zachée          | Arrière     | 29 octobre 1986  | 1,92 m | Le Cannet Côte d'Azur Basket      |
| 12     | Steven-Emile Perriere   | Pivot       | 7 septembre 1995 | 2,04 m | Railsplitters de Lincoln Memorial |
| 13     | Max Kouguère            | Ailier      | 12 mars 1987     | 1,98 m | Boulazac Basket Dordogne          |
| 15     | Jimmy Djimrabaye        | Ailier fort | 8 avril 1992     | 2,03 m | Béliers de Kemper - UJAP 1984     |
| 16     | Jean Nganafio Sokambi   | Meneur      | 23 octobre 1996  | 1,88 m | Abeilles Basket                   |
| 27     | Metson Nambaï           | Arrière     | 27 février 1995  | 1,93 m | Abeilles Basket                   |
| 41     | Eddy Ngoy               | Ailier fort | 28 janvier 1997  | 2,01 m | La Ravoire Challes Basket         |

Sélectionneur :  Maxime Zianveni
Assistants :  Wilfried Gbongo,  Ulrich Marida

### Égypte
| Numéro | Joueur              | Poste   | Naissance        | Taille | Club 2020-2021        |
| ------ | ------------------- | ------- | ---------------- | ------ | --------------------- |
| 0      | Ahmed Metwaly       | Meneur  | 15 février 1997  | 1,77 m | Al Ittihad Alexandrie |
| 4      | Ehab Saleh          | Arrière | 1er août 1995    | 1,93 m | Al Ahly SC            |
| 5      | Amr Abdelhalim      | Arrière | 14 juin 1991     | 1,92 m | Al Ahly SC            |
| 8      | Omar Farag          | Meneur  | 5 avril 1998     | 1,91 m | Smouha SC             |
| 10     | Anas Mahmoud        | Pivot   | 9 mai 1995       | 2,13 m | Zamalek SC            |
| 12     | Youssef Aboushousha | Ailier  | 9 juin 1993      | 1,93 m | Al Ittihad Alexandrie |
| 13     | Yusuf Shehata       | Meneur  | 16 janvier 1996  | 1,83 m | Alexandrie SC         |
| 14     | Moustafa Elmekawi   | Pivot   | 22 octobre 1994  | 2,06 m | Zamalek SC            |
| 22     | Ahmed Khalaf        | Pivot   | 24 février 1999  | 2,11 m | Al Ittihad Alexandrie |
| 42     | Aly Ahmed           | Pivot   | 15 mars 1992     | 2,06 m | Al Ittihad Alexandrie |
| 44     | Omar Hussein        | Arrière | 29 mars 1995     | 1,87 m | Zamalek SC            |
| 55     | Omar Oraby          | Pivot   | 8 septembre 1991 | 2,18 m | Al Ahly SC            |

Sélectionneur :  Ahmed Marei
Assistants :  Wessam El-Diasty,  Mohamed Selim

### Guinée
| Numéro | Joueur             | Poste       | Naissance        | Taille | Club 2020-2021              |
| ------ | ------------------ | ----------- | ---------------- | ------ | --------------------------- |
| 0      | Mambourou Mara     | Arrière     | 3 août 2003      | 1,94 m | Centre Fédéral de Guinée    |
| 1      | Abdoulaye Sylla    | Ailier      | 2 septembre 1993 | 1,98 m | Cavaliers de Thames Valley  |
| 2      | Daouda Diaby       | Meneur      | 27 avril 2000    | 1,86 m | Florida Preparatory Academy |
| 5      | Mehdi Lesbarrères  | Meneur      | 30 janvier 2002  | 1,82 m | Boulazac Basket Dordogne    |
| 7      | Abdoulaye Sy       | Ailier      | 14 avril 1995    | 2,01 m | CEP Lorient Breizh Basket   |
| 10     | Cédric Mansaré     | Arrière     | 18 octobre 1985  | 1,98 m | Dax Gamarde basket 40       |
| 13     | Tidjan Keita       | Ailier fort | 30 novembre 1996 | 2,08 m | VfL Kirchheim Knights       |
| 14     | Daouda Conde       | Pivot       | 10 juin 1992     | 2,04 m | MBA                         |
| 21     | Ibrahima Doumbouya | Arrière     | 7 octobre 1997   | 1,85 m | Reds du Nouveau-Brunswick   |
| 23     | Cheick Sekou-Conde | Ailier fort | 20 juin 1992     | 2,04 m | Union Rennes Basket 35      |
| 24     | Ibrahim Fofana     | Arrière     | 24 juin 1998     | 1,96 m | SLAC                        |
| 35     | Mohamed Queta      | Pivot       | 1er mai 1995     | 2,08 m | Saint-Chamond Basket        |

Sélectionneur :  Željko Zečević
Assistant :  Malick Kone

## Groupe C

### Nigeria
| Numéro | Joueur             | Poste       | Naissance        | Taille | Club 2020-2021                     |
| ------ | ------------------ | ----------- | ---------------- | ------ | ---------------------------------- |
| 0      | Jordan Ogundiran   | Meneur      | 30 novembre 1996 | 1,80 m | BC Kamza Basket                    |
| 3      | Ben Emelogu        | Arrière     | 24 novembre 1994 | 1,96 m | Rouen Métropole Basket             |
| 4      | Daniel Utomi       | Ailier      | 7 mars 1997      | 1,98 m | JA Vichy-Clermont Métropole Basket |
| 5      | Emmanuel Omogbo    | Ailier fort | 28 mai 1995      | 2,03 m | KB Vëllaznimi                      |
| 11     | Ikenna Ndugba      | Meneur      | 11 juin 1998     | 1,83 m | Phoenix d'Elon                     |
| 12     | Ibe Agu            | Arrière     | 2 mai 1997       | 2,01 m | Abidjan Basket Club                |
| 13     | Jeremiah Mordi     | Meneur      | 7 janvier 1993   | 1,94 m | Caen Basket Calvados               |
| 14     | Tarekeyi Edogi     | Ailier fort | 21 février 1994  | 2,03 m | Saint-Chamond Basket               |
| 15     | Victor Koko        | Pivot       | 14 décembre 1992 | 2,08 m | Rivers Hoopers                     |
| 18     | Celestine Nwafor   | Pivot       | 16 mars 1994     | 2,09 m | Kano Pillars BC                    |
| 22     | Ikechukwu Benjamin | Arrière     | 14 juin 1997     | 1,98 m | Rivers Hoopers                     |
| 31     | Stephen Domingo    | Ailier      | 9 mai 1995       | 2,01 m | Agent libre                        |

Sélectionneur :  Mike Brown
Assistants :  Alan Major,  Luke Loucks

### Côte d'Ivoire
| Numéro | Joueur                  | Poste       | Naissance        | Taille | Club 2020-2021                    |
| ------ | ----------------------- | ----------- | ---------------- | ------ | --------------------------------- |
| 5      | Kevarrius Hayes         | Pivot       | 5 mars 1997      | 2,06 m | Bursaspor Basketbol               |
| 6      | Michael Mokongo         | Meneur      | 11 juillet 1986  | 1,80 m | ESC Trappes SQY                   |
| 7      | Kurt-Curry Weigscheider | Meneur      | 30 mai 2001      | 1,90 m | Lobos du Nouveau-Mexique          |
| 8      | Johan Grebongo          | Pivot       | 18 janvier 1994  | 2,06 m | Mulhouse Basket Agglomération     |
| 10     | Romain Sato             | Ailier      | 2 mars 1981      | 1,95 m | Agent libre                       |
| 11     | Yannick Zachée          | Arrière     | 29 octobre 1986  | 1,92 m | Le Cannet Côte d'Azur Basket      |
| 12     | Steven-Emile Perriere   | Pivot       | 7 septembre 1995 | 2,04 m | Railsplitters de Lincoln Memorial |
| 13     | Max Kouguère            | Ailier      | 12 mars 1987     | 1,98 m | Boulazac Basket Dordogne          |
| 15     | Jimmy Djimrabaye        | Ailier fort | 8 avril 1992     | 2,03 m | Béliers de Kemper - UJAP 1984     |
| 16     | Jean Nganafio Sokambi   | Meneur      | 23 octobre 1996  | 1,88 m | Abeilles Basket                   |
| 27     | Metson Nambaï           | Arrière     | 27 février 1995  | 1,93 m | Abeilles Basket                   |
| 41     | Eddy Ngoy               | Ailier fort | 28 janvier 1997  | 2,01 m | La Ravoire Challes Basket         |

Sélectionneur :  Maxime Zianveni
Assistants :  Wilfried Gbongo,  Ulrich Marida

### Kenya
| Numéro | Joueur              | Poste   | Naissance        | Taille | Club 2020-2021        |
| ------ | ------------------- | ------- | ---------------- | ------ | --------------------- |
| 0      | Ahmed Metwaly       | Meneur  | 15 février 1997  | 1,77 m | Al Ittihad Alexandrie |
| 4      | Ehab Saleh          | Arrière | 1er août 1995    | 1,93 m | Al Ahly SC            |
| 5      | Amr Abdelhalim      | Arrière | 14 juin 1991     | 1,92 m | Al Ahly SC            |
| 8      | Omar Farag          | Meneur  | 5 avril 1998     | 1,91 m | Smouha SC             |
| 10     | Anas Mahmoud        | Pivot   | 9 mai 1995       | 2,13 m | Zamalek SC            |
| 12     | Youssef Aboushousha | Ailier  | 9 juin 1993      | 1,93 m | Al Ittihad Alexandrie |
| 13     | Yusuf Shehata       | Meneur  | 16 janvier 1996  | 1,83 m | Alexandrie SC         |
| 14     | Moustafa Elmekawi   | Pivot   | 22 octobre 1994  | 2,06 m | Zamalek SC            |
| 22     | Ahmed Khalaf        | Pivot   | 24 février 1999  | 2,11 m | Al Ittihad Alexandrie |
| 42     | Aly Ahmed           | Pivot   | 15 mars 1992     | 2,06 m | Al Ittihad Alexandrie |
| 44     | Omar Hussein        | Arrière | 29 mars 1995     | 1,87 m | Zamalek SC            |
| 55     | Omar Oraby          | Pivot   | 8 septembre 1991 | 2,18 m | Al Ahly SC            |

Sélectionneur :  Ahmed Marei
Assistants :  Wessam El-Diasty,  Mohamed Selim

### Mali
| Numéro | Joueur             | Poste       | Naissance        | Taille | Club 2020-2021              |
| ------ | ------------------ | ----------- | ---------------- | ------ | --------------------------- |
| 0      | Mambourou Mara     | Arrière     | 3 août 2003      | 1,94 m | Centre Fédéral de Guinée    |
| 1      | Abdoulaye Sylla    | Ailier      | 2 septembre 1993 | 1,98 m | Cavaliers de Thames Valley  |
| 2      | Daouda Diaby       | Meneur      | 27 avril 2000    | 1,86 m | Florida Preparatory Academy |
| 5      | Mehdi Lesbarrères  | Meneur      | 30 janvier 2002  | 1,82 m | Boulazac Basket Dordogne    |
| 7      | Abdoulaye Sy       | Ailier      | 14 avril 1995    | 2,01 m | CEP Lorient Breizh Basket   |
| 10     | Cédric Mansaré     | Arrière     | 18 octobre 1985  | 1,98 m | Dax Gamarde basket 40       |
| 13     | Tidjan Keita       | Ailier fort | 30 novembre 1996 | 2,08 m | VfL Kirchheim Knights       |
| 14     | Daouda Conde       | Pivot       | 10 juin 1992     | 2,04 m | MBA                         |
| 21     | Ibrahima Doumbouya | Arrière     | 7 octobre 1997   | 1,85 m | Reds du Nouveau-Brunswick   |
| 23     | Cheick Sekou-Conde | Ailier fort | 20 juin 1992     | 2,04 m | Union Rennes Basket 35      |
| 24     | Ibrahim Fofana     | Arrière     | 24 juin 1998     | 1,96 m | SLAC                        |
| 35     | Mohamed Queta      | Pivot       | 1er mai 1995     | 2,08 m | Saint-Chamond Basket        |

Sélectionneur :  Željko Zečević
Assistant :  Malick Kone